# Бендерський район
Бенде́рський райо́н — адміністративно-територіальна одиниця Молдавської РСР, що існувала від 11 листопада 1940 року до 30 березня 1962 року.

## Історія
Як і більшість районів Молдавської РСР, утворено 11 листопада 1940 року, центр — місто Бендери. До 16 жовтня 1949 року перебував у складі Бендерського повіту, після скасування повітового поділу перейшов у безпосереднє республіканське підпорядкування.
Від 31 січня 1952 року до 15 червня 1953 року район входив до складу Тираспольського округу, після скасування окружного поділу знову перейшов у безпосереднє республіканське підпорядкування.
30 березня 1962 року район ліквідовано, його територію здебільшого розділено між сусідніми Каушенським та Аненій-Нойським районами, невелику частину передано в управління лівобережному Тираспольському району. Місто Бендери стало самостійною адміністративною одиницею.

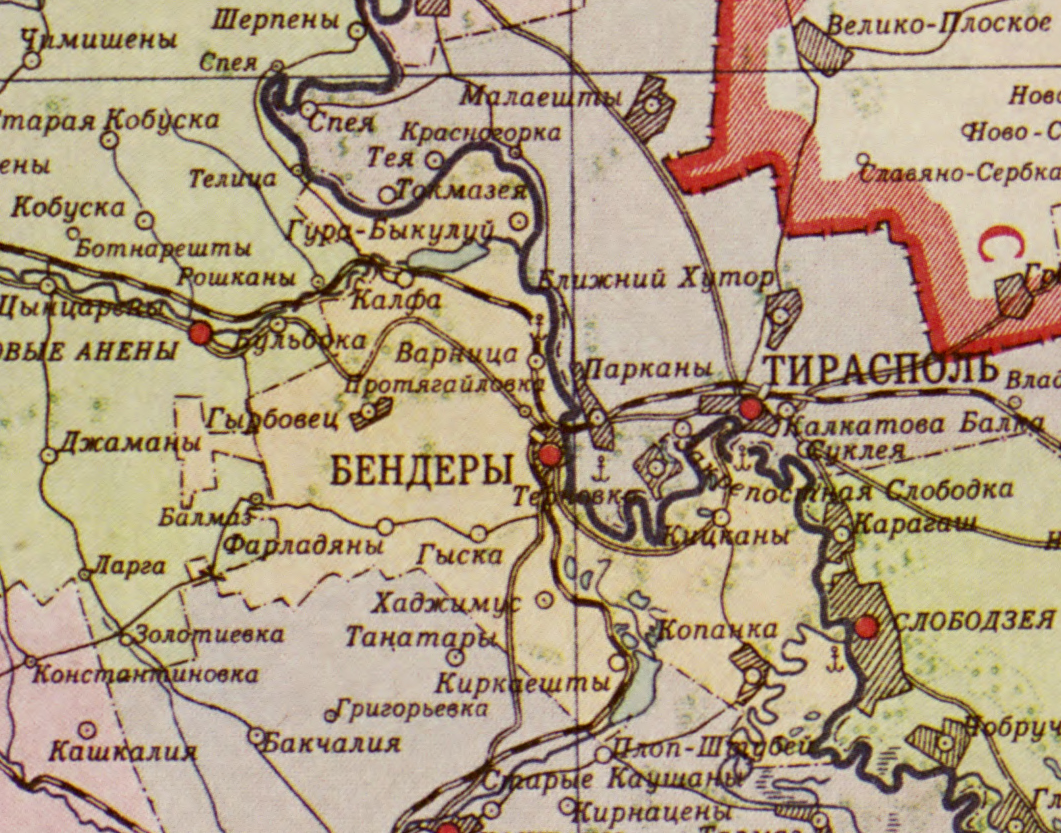

## Адміністративний поділ
Станом на 1 березня 1961 року район включав 1 місто (Бендери) та 11 сільрад: Балмазьку, Варницьку, Гура-Бикулуйську, Гирбовецьку, Гисківську, Кіцканську, Копанську, Ларзьку, Протягайлівську, Тенетарську.